# Christian Gentner
Christian Gentner (Nürtingen, 1985. augusztus 14. –) visszavonult német válogatott labdarúgó. Kétszeres német bajnok: a Stuttgarttal 2007-ben, a VfL Wolfsburggal 2009-ben diadalmaskodott.

## Pályafutása

### Klubcsapatban
Christian mielőtt a VfB Stuttgartba szerződött volna, a TSV Beurenben és VfL Kirchheimban játszott.
A 2004–05-ös szezonban a Stuttgart második csapatában játszott a harmadosztályban, 28 meccsen lépett pályára és 6 gólt szerzett. Nem kellett sokáig várnia, hogy bemutatkozhasson az élvonalban is, ez 2005. február 20-án a Hertha BSC ellen történt meg, 1–0-ra nyertek. Első gólját 2005. szeptember 25-én az NK Domžale elleni UEFA-kupa-selejtezőn szerezte.
2006-ban 2010-ig meghosszabbította szerződését.
2007. július 18-án 2009 nyaráig kölcsönadták a VfL Wolfsburgnak, 2008. augusztus 11-én végleges szerződést írt alá.
2010. január 8-án biztossá vált, az idény végén visszaigazol a VfB Stuttgarthoz. Szerződése 2010. július 1-jén járt le a Wolfsburgnál, ezután csatlakozhatott a Bosman-szabály értelmében új klubjához.
2013. január 6-án 2016 júniusáig meghosszabbította szerződését egy további év opcióval. Miután Tasci a Szpartak Moszkvába igazolt, Gentner lett az új csapatkapitány.
2019. július 5-én  aláírt az Union Berlin csapatához.

### Válogatottban
Joachim Löw szövetségi kapitány 2009. május 19-én beválogatta a német labdarúgó-válogatott Ázsia-túrára készülő keretébe a fiatal középpályást, május 29-én be is mutatkozott Kína ellen.

## Statisztikák

### Klubcsapatban
2013. november 18. szerint
| Klub        | Klub             | Klub             | Bajnokság | Bajnokság | Kupa      | Kupa      | Kontinentális | Kontinentális | Összesen | Összesen |
| Szezon      | Klub             | Bajnokság        | Meccs     | Gól       | Meccs     | Gól       | Meccs         | Gól           | Meccs    | Gól      |
| Németország | Németország      | Németország      | Bajnokság | Bajnokság | DFB-Pokal | DFB-Pokal | Európa        | Európa        | Összesen | Összesen |
| ----------- | ---------------- | ---------------- | --------- | --------- | --------- | --------- | ------------- | ------------- | -------- | -------- |
| 2004–05     | VfB Stuttgart II | Regionalliga Süd | 28        | 6         | -         | -         | -             | -             | 28       | 6        |
| 2004–05     | VfB Stuttgart    | Bundesliga       | 1         | 0         | -         | -         | 1             | 0             | 2        | 0        |
| 2005–06     | VfB Stuttgart    | Bundesliga       | 23        | 1         | 2         | 0         | 6             | 1             | 31       | 2        |
| 2006–07     | VfB Stuttgart    | Bundesliga       | 15        | 0         | 1         | 0         | -             | -             | 16       | 0        |
| 2007–08     | VfL Wolfsburg    | Bundesliga       | 31        | 3         | 5         | 1         | -             | -             | 36       | 4        |
| 2008–09     | VfL Wolfsburg    | Bundesliga       | 34        | 4         | 3         | 1         | 8             | 1             | 45       | 6        |
| 2009–10     | VfL Wolfsburg    | Bundesliga       | 34        | 4         | 2         | 0         | 12            | 3             | 48       | 7        |
| 2010–11     | VfB Stuttgart    | Bundesliga       | 31        | 5         | 2         | 0         | 9             | 3             | 42       | 8        |
| 2011–12     | VfB Stuttgart    | Bundesliga       | 28        | 5         | 4         | 0         | -             | -             | 32       | 5        |
| 2012–13     | VfB Stuttgart    | Bundesliga       | 34        | 5         | 6         | 2         | 12            | 2             | 52       | 9        |
| 2013–14     | VfB Stuttgart    | Bundesliga       | 28        | 4         | 2         | 0         | 3             | 1             | 33       | 5        |
| Összesen    | Összesen         | Összesen         | 287       | 37        | 27        | 4         | 51            | 11            | 365      | 52       |

## Magánélete
Öccse Thomas Gentner, a TuS Koblenz játékosa.

## Sikerei, díjai

### Klubcsapatban
VfB Stuttgart
- Bundesliga: 2006–07
- DFB-Pokal ezüstérmes: 2006–07, 2012–13

VfL Wolfsburg
- Német labdarúgó-bajnokság (első osztály): 2008–09

### Egyéni
- Bundesliga a hónap gólja: 2013. augusztus

## Fordítás
Ez a szócikk részben vagy egészben  a   Christian Gentner című angol Wikipédia-szócikk ezen változatának fordításán alapul.  Az eredeti cikk szerkesztőit annak laptörténete sorolja fel. Ez a jelzés csupán a megfogalmazás eredetét és a szerzői jogokat jelzi, nem szolgál a cikkben szereplő információk forrásmegjelöléseként.